# Aplocera pazsiczkyi
Aplocera pazsiczkyi är en fjärilsart som beskrevs av Dioszeghy 1920. Aplocera pazsiczkyi ingår i släktet Aplocera och familjen mätare. Inga underarter finns listade i Catalogue of Life.